# Bataille de Taïpale
Pour les articles homonymes, voir Taipale.
Guerre d'Hiver
Batailles
- Tolvajärvi
- Suomussalmi
- Taipale
- Route de Raatte
- Honkaniemi
- Kollaa
- Salla

La bataille de Taïpale a opposé la Finlande à l'Union soviétique du 6 au 27 décembre 1939. Au cours de cette bataille, les Soviétiques tentèrent de percer la ligne Mannerheim, en vain.

## Prélude
Après que la guerre d'Hiver eut éclaté, le 30 novembre 1939, les troupes finlandaises se déploient afin de protéger la population finlandaise qui fuit l'Isthme de Carélie face à l'avancée de la septième armée soviétique, constituée de 14 divisions et appuyée par 1 000 blindées. Au terme de trois jours de combat, les forces avancées finlandaises, réparties en quatre groupes, finissent par battre en retraite sur la ligne Mannerheim. Trois jours plus tard les Soviétiques, retardés autant par de nombreux embouteillages dus au temps que par des embuscades tendues par des unités de reconnaissances finlandaises, atteignent à leur tour la ligne de défense créée par les Finlandais. Le général Meretskov décide alors, contre toute attente, d'attaquer le secteur de Taïpale au nord de l'Isthme.

## Les forces en présence
- Du côté finlandais, la défense de ce secteur est assurée par la dixième division d'infanterie, soutenue par plusieurs unités de reconnaissances et neuf batteries d'artillerie.
- Du côté soviétique, quatre divisions d'infanterie seront engagées durant la bataille : la quatrième, la 49e, la 142e et la 150e. Elles sont appuyées par plusieurs centaines[réf. nécessaire] de blindés, 111 batteries d'artilleries et 200 avions.

## Plan
Dans le secteur de Taïpale, les défenses de la ligne Mannerheim ont été établies derrière le canal de Suvanto, à l'Ouest, et la rivière Taïpale, à l'Est. Sur leur flanc gauche, les Soviétiques doivent donc traverser des eaux glacées puis plusieurs centaines de mètres de terrain découvert pour atteindre les lignes finlandaises. Sur leur flanc droit, ils doivent traverser la rivière puis parcourir le saillant de Koukunniemi, long de trois kilomètres, pour attaquer. C'est à cet endroit, plus propice pour les attaques de masses, que va se porter le premier effort des Soviétiques.

## La bataille

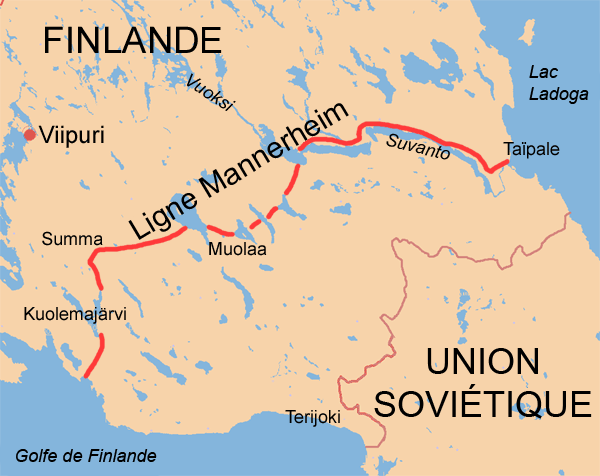
Taipale est située à l'extrémité Est de la ligne Mannerheim.

Le 6 décembre 1939, l'artillerie soviétique commence à faire feu sur les positions ennemies. Le barrage d'artillerie dure quatre heures, après quoi l'infanterie passe à l'attaque et parvient à prendre pied sur le saillant de Koukunniemi. Les canons finlandais ripostent alors, et contraignent l'ennemi à battre en retraite, après avoir subi plusieurs centaines de pertes. Dans les jours qui suivent, les batteries soviétiques continuent de pilonner les lignes finlandaises.
Le 14 décembre, au crépuscule, le barrage d'artillerie se fait soudain plus intense. Deux divisions soviétiques traversent alors la rivière Taïpale, cette fois avec l'appui de plusieurs dizaines de tanks, et commencent à progresser à travers le saillant de Koukunniemi. Les troupes finlandaises sont effrayées par les blindés adverses, mais tiennent néanmoins leurs positions et ouvrent le feu sur l'ennemi. L'artillerie finlandaise, aux ressources limitées, commence également à pilonner l'assaillant. L'attaque est stoppée en cinq minutes, et les Soviétiques se replient en désordre. 18 blindés ont été perdus et plus de 400 hommes ont été tués ou blessés. Malgré cet échec, les assauts se poursuivent au cours de la semaine qui suit. Au cours d'un de ces engagements typiques, les Soviétiques perdent 1 000 hommes et 27 blindés.
Devant les échecs répétés, Meretskov décide d'attaquer dans un autre secteur du front. Le 23 décembre, les Soviétiques disposent désormais de quatre divisions d'infanterie. Le lendemain soir, ces troupes traversent le canal de Suvanto et établissent deux têtes de pont, à Pähkemikkö et Patoniemi. Les Finlandais contre-attaquent alors, tuant plus de 500 Soviétiques à Patoniemi, tandis qu'à Pähkemikkö les Russes sont taillés en pièces par les mitrailleuses finlandaises déployées à moins de cent mètres du village. Profitant néanmoins du brouillard, un bataillon soviétique parvient à établir une autre tête de pont plus au nord, à Kelja, et perce la ligne Mannerheim. Alors que des renforts doivent rejoindre le bataillon, les Finlandais contre-attaquent avec le peu de réserves dont ils disposent, l'artillerie ouvrant le feu en étant soutenue par d'antiques 75 mm utilisés pour l'occasion tandis que les unités non-combattantes montent au front pour soutenir leurs camarades. L'affrontement dure un jour et une nuit. Les dernières unités soviétiques doivent finalement battre en retraite à 9h15 le 27 décembre en abandonnant 2 000 de leurs camarades sur le terrain. Cet ultime assaut de trois jours, qui aura coûté la vie à plus de 5 000 hommes, marque la fin des grandes offensives russes contre Taïpale.

## Conséquences
Faute d'avoir pu percer le secteur de Taïpale, les Soviétiques vont consacrer leurs efforts sur le reste de l'Isthme. Des combats sporadiques persistent néanmoins dans le secteur jusqu'en février 1940, mais il n'y aura plus d'assauts massifs. En un mois, la bataille de Taïpale aura coûté la vie à 10 000 soldats soviétiques, sans parler des dizaines de milliers de blessés, et plus de 100 blindés ont été détruits. Cette bataille aura montré l'inutilité des charges frontales russes et la nécessité de produire des uniformes adaptés au terrain.
Quant à la dixième division finlandaise, elle déplore 2 250 morts et blessés. Elle continuera à défendre le secteur de Taïpale jusqu'à la fin de la guerre, et subira au total 4000 pertes. Après l'Armistice, elle assura le déplacement de la population finlandaise quittant le territoire occupé par les Soviétiques. La division fut démobilisée à partir d'avril et fut dissoute en juin. Elle fut reformée en 1941, avec le déclenchement de la guerre de Continuation, où elle subit encore de lourdes pertes, notamment au cours de l'offensive soviétique de 1944 contre l'Isthme de Carélie qui fut principalement orientée contre le secteur tenu par la dixième division.